# باریه (لسکوواتس)
باریه (به صربی: Barje) یک منطقهٔ مسکونی در صربستان است که در لسکواس واقع شده‌است. باریه ۳۷۲ نفر جمعیت دارد و ۴۳۵ متر بالاتر از سطح دریا واقع شده‌است.